# Tipula (Microtipula) bruesi
Tipula (Microtipula) bruesi is een tweevleugelige uit de familie langpootmuggen (Tipulidae). De soort komt voor in het Neotropisch gebied.